# Futbol'nyj Klub Černomorec Novorossijsk
Il Futbol'nyj Klub Černomorec Novorossijsk (in russo футбольный клуб "Черноморец" Новороссийск?) è una società calcistica russa della città di Novorossijsk. Milita nella Pervaja Liga, la seconda divisione del campionato russo di calcio.

## Storia
Il club venne fondato nel 1907 come Olimpia; tra il 1931 e il 1941 assunse il nome di Dinamo, mentre tra il 1945 e il 1957 fu noto come Stroitel'. Dal 1960 fu rinominato Cement Novorossijsk, nome che utilizzò tra il 1960 e il 1969, e nuovamente tra il 1978 e il 1991. Tra il 1992 e il 1993, invece, il club venne conosciuto come Gekris Novorossijsk, e, dal 2005, assunse la denominazione attuale.
La squadra partecipò alla seconda serie del campionato sovietico tra il 1960 e il 1962. Tra il 1963 e il 1969 e nuovamente dal 1978 fino al 1991, disputò invece la terza serie.
Dopo la dissoluzione dell'Unione Sovietica, il club ha militato per tre stagioni nella seconda serie russa, fino alla promozione nel 1994 nella massima serie, dove rimase fino al termine della stagione 2001, raggiungendo, come migliori risultati, i sesti posti nella stagione 1997 e nella stagione 2000. Particolarmente significativo è stato il secondo traguardo grazie al quale poté partecipare a un torneo continentale, segnatamente alla Coppa UEFA 2001-2002, per la prima volta nella sua storia: la sua avventura si fermò però al primo turno, a causa della doppia sconfitta contro gli spagnoli del Valencia.
Dopo una breve riapparizione in massima serie nella stagione 2003, nel 2004 la Federcalcio russa negò la licenza a partecipare a competizioni professionistiche, e il club, riorganizzato e rinominato FC Novorossijsk fu ammessa al massimo livello dilettantistico, in cui vinse immediatamente il campionato, tornando nei professionisti dopo una sola stagione.
Al ritorno nei professionisti, già nella seconda stagione la squadra fu capace di riconquistare la seconda serie, vincendo il Girone Sud nel 2007, ma dopo due stagioni fu retrocessa nuovamente in terza serie al termine della stagione 2009. Vinto immediatamente il Girone Sud nel 2010, l'anno seguente la squadra andò incontro a una nuova retrocessione.

## Strutture

### Stadio
Disputa le partite interne nello Stadio Centrale, che ha una capacità di 12.500 spettatori.

## Palmarès

### Competizioni nazionali
- Pervenstvo Futbol'noj Nacional'noj Ligi: 2

1993 (Girone Ovest), 1994
- Vtoraja Liga: 2

1988 (Girone 3), 1989 (Girone 3)
- Vtoroj divizion: 2

2007 (Girone Sud), 2010 (Girone Sud)
- Kubok PFL: 1

2010
- Pervenstvo Rossii sredi ljubitel'skich futbol'nych klubov: 1

2005 (Girone Sud)
- Vtoraja liga Rossii: 1

2022-2023 (girone 1)

### Altri piazzamenti
- Kubok Prem'er-Liga:

Finalista: 2003
- PFN Ligi:

Secondo posto: 2002
Terzo posto: 2024-2025

## Organico

### Rosa 2012-2013
| N. |                   | Ruolo | Calciatore           |
| -- | ----------------- | ----- | -------------------- |
| 1  | Russia (bandiera) | P     | Daniil Akashkin      |
| 13 | Russia (bandiera) | P     | Ivan Komissarov      |
| 21 | Russia (bandiera) | P     | Soslan Naniyev       |
| 5  | Russia (bandiera) | D     | Maksim Batov         |
| 7  | Russia (bandiera) | D     | Levan Dzharkava      |
| 10 | Russia (bandiera) | D     | Ismail Ėdiev         |
| 16 | Russia (bandiera) | D     | Yevgeni Kornilov     |
| 25 | Russia (bandiera) | D     | Yuri Kulagin         |
| 28 | Russia (bandiera) | D     | Konstantin Lozbinev  |
| 30 | Russia (bandiera) | D     | Konstantin Ryabov    |
| 31 | Russia (bandiera) | D     | Aleksandr Sidorichev |
| 35 | Russia (bandiera) | D     | Viktor Tolstykh      |
|    | Russia (bandiera) | D     | Artyom Yankovskiy    |
|    | Russia (bandiera) | C     | Igor' Byrlov         |
|    | Russia (bandiera) | C     | Aleksei Fekolkin     |
|    | Russia (bandiera) | C     | Kirill Kochubei      |
|    | Russia (bandiera) | C     | Valeri Makiyev       |
|    | Russia (bandiera) | C     | Yevgeni Merkitan     |

| N. |                   | Ruolo | Calciatore                         |
| -- | ----------------- | ----- | ---------------------------------- |
|    | Russia (bandiera) | C     | Artur Minosyan                     |
|    | Russia (bandiera) | C     | David Naniyev                      |
|    | Russia (bandiera) | C     | Ilya Protasov                      |
|    | Russia (bandiera) | C     | Albert Prus                        |
|    | Russia (bandiera) | A     | Artur Akopovich Grigoryan          |
|    | Russia (bandiera) | A     | Nazir Kažarov                      |
| 8  | Russia (bandiera) | A     | Roman Maksimov                     |
|    | Russia (bandiera) | A     | Amirkhan Shavayev                  |
| 14 | Russia (bandiera) | C     | Andrei Kobenko                     |
| 15 | Russia (bandiera) | D     | Yevgeni Kaleshin                   |
| 18 | Russia (bandiera) | D     | Gleb Odinokikh                     |
| 19 | Russia (bandiera) | D     | Richard Korketti                   |
| 24 | Russia (bandiera) | D     | Sergei Nikolayevich Miroshnichenko |
| 25 | Russia (bandiera) | C     | Maksim Demenko                     |
| 29 | Russia (bandiera) | C     | Alexey Abramov                     |
| 31 | Russia (bandiera) | A     | Roman Monar'ov                     |
| 75 | Russia (bandiera) | D     | Andrei Lozhkin                     |
| 79 | Russia (bandiera) | P     | Aleksandr Plotnikov                |